# Hotel Schwarzer Bock

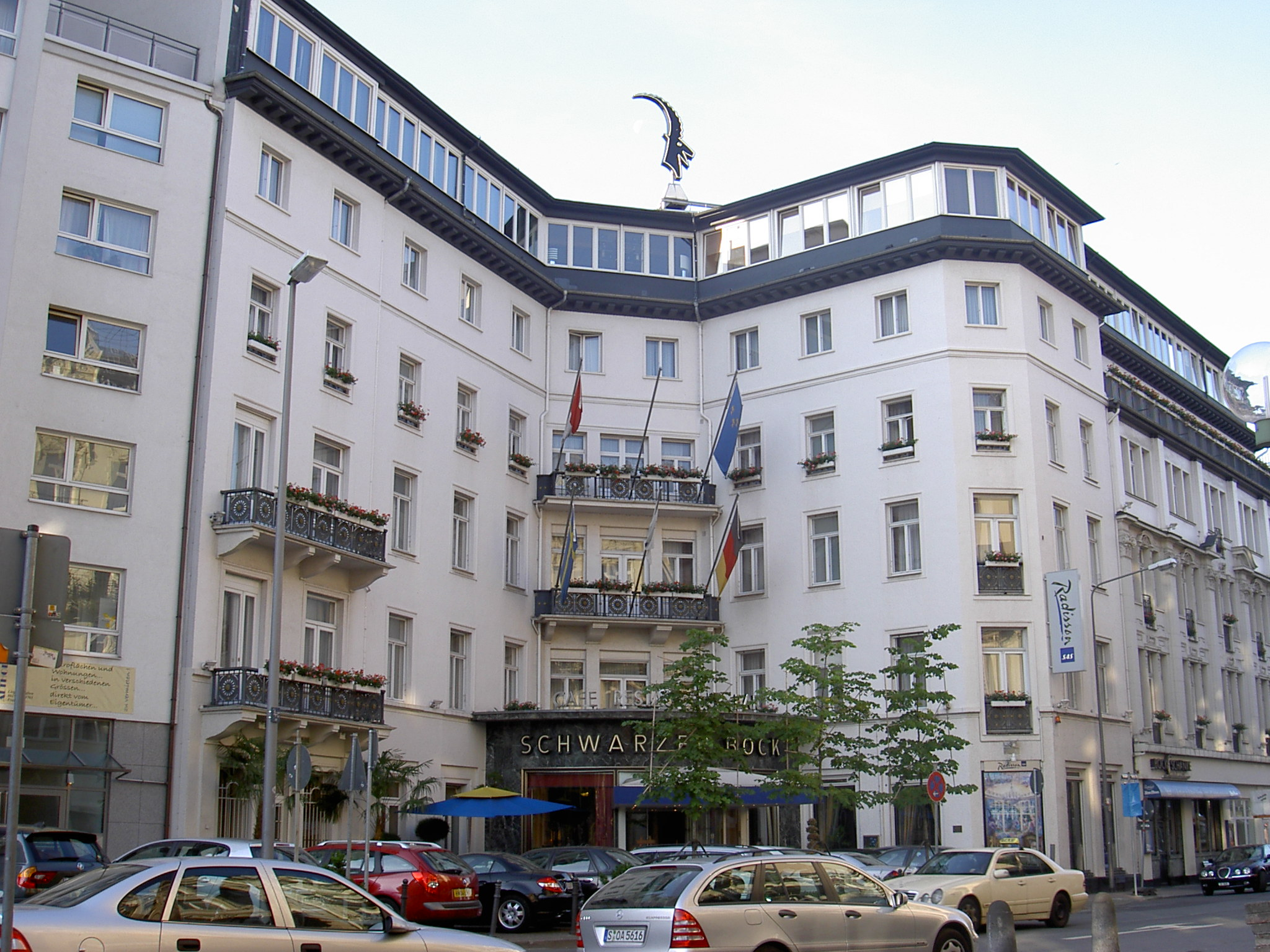
Hotel Schwarzer Bock in 2004

Hotel Schwarzer Bock is een hotel aan de Kranzplatz, Wiesbaden, Duitsland, en werd geopend in 1486. Het hotel zou het oudste nog bestaande hotel van Duitsland zijn. Het gebouw heeft een klassiek interieur en omsluit een binnenplaats. Tegenwoordig is het onderdeel van Radisson Hotels & Resorts.